# Zlatna kolekcija
Zlatna kolekcija è la seconda compilation della cantante croata Maja Blagdan, pubblicata nel 2009 attraverso l'etichetta discografica Croatia Records. L'album contiene i singoli di maggior successo estratti dai primi sette album della cantante.

## Tracce
CD1
1. Bijele ruže – 4:33
2. Vino i gitare – 3:41
3. Ti si čovjek moj – 4:06
4. Gitara dalmatina – 3:38
5. Tuđe te ruke miluju – 3:22
6. Samo jedan život imam – 4:14
7. Voljela sam ja, volio si ti – 3:14
8. Marin – 3:20
9. Kad žena plaća – 4:08
10. Ja, oprostila sam sve – 4:20
11. Ide život – 4:46
12. Tako je stipa volio anu – 4:55
13. Sveta Majko – 4:20
14. Rajski cvite moj – 4:28
15. Leti golube – 3:25
16. Marinero – 4:08
17. Zlatne ure – 3:54

CD2
1. Sveta ljubav – 3:01
2. Jedini moj – 3:03
3. Za nas – 2:59
4. Šumi voda – 3:49
5. Zaboravi – 5:18
6. Ja živim za tebe – 4:43
7. Santa Maria – 4:12
8. U tvojim očima – 5:21
9. Živim od ljubavi – 4:08
10. Prolaze dani, prolaze zore – 4:01
11. Cura za sve – 3:22
12. Lipa noć – 3:32
13. Ti si moja želja jedina – 3:51
14. Sedam suza – 3:31
15. Pismo – 3:55
16. Moje ime je ljubav – 3:01
17. Zaljubljena – 3:01
18. Maria – 4:15